# Verchnij Ufalej
Verchnij Ufalej (in lingua russa Верхний Уфалей) è una città di 22 500 abitanti situata nell'oblast' di Čeljabinsk, in Russia. Si trova 178 km a nord-ovest di Čeljabinsk.